# Anna Štěpánková-Železníková
Anna Štěpánková-Železníková (provdaná Štěpánková, 23. ledna 1915 Malenovice u Zlína – 21. října 1983 Zlín) byla česká sportovní a akrobatická pilotka letadel a kluzáků, průkopnice zastoupení žen v letectví. V říjnu 1936 se spolu s Leopoldou Veletovou přihlásily na letový závod První letecký okruh Moravou, jakožto první ženská posádka soutěžního letu v Československu. Byla rovněž jednou z prvních držitelek pilotního průkazu na Moravě. V rámci Aeroklubu Zlín aktivně létala až do roku 1956.

## Život

### Mládí
Narodila se v Malenovicích, pozdějšího předměstí nedalekého Zlína. Po vychození obecné školy se vyučila šičkou bot v Baťových závodech, kde pracovala. O letectví se zajímala od dětství, podstoupení kluzákového výcviku v sedmnácti letech jí však otec zakázal.

### Pilotkou

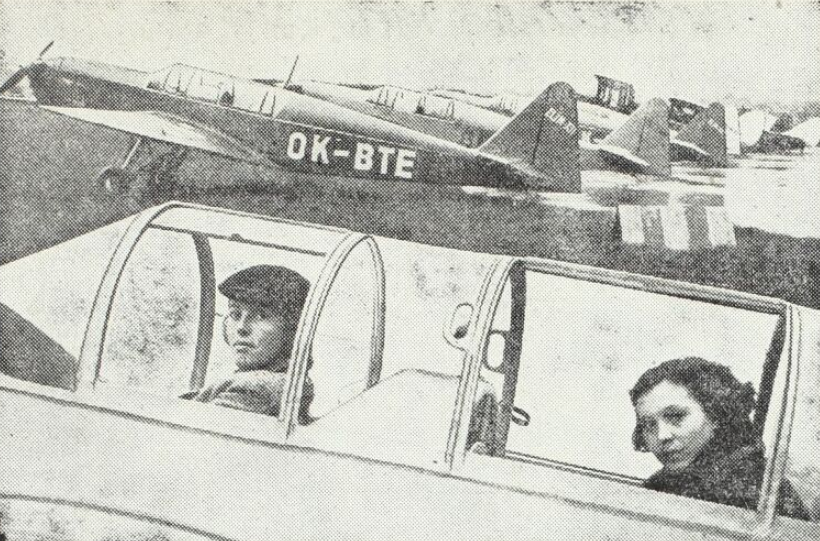
Leopolda Veletová a Anna Železníková ve svém Zlín Z-XII při závodu První letecký okruh Moravou, říjen 1936

Roku 1936 se s dovršením věku 21 let stala členkou zlínské pobočky Masarykovy letecké ligy. Na jaře absolvovala letecký výcvik na motorovém letounu Zlín Z-XII pod vedením pilota Antonína Glacnera, následně obdržela pilotní průkaz. Ten vlastnila jako jedna z prvních žen v Československu, první československý průkaz získala Anežka Šedivcová-Formánková na borském letišti v Plzni.
V říjnu 1936 se s kopilotkou Leopoldou Veletovou s letounem Zlín Z-XII zúčastnila letecké soutěže První letecký okruh Moravou. V závodě zvítězil letoun Z-XII s osádkou Brtník-Úředníček, druhé místo osádka Šťastný-Ladislav Šváb rovněž na „dvanáctce“, osádka Anna Železníková-Veletová obsadila se Z-XII deváté místo. Jednalo se nicméně o první čistě ženskou soutěžní dvojici v oficiální klubové soutěži.
27. října 1936 získala také certifikát pro pilotování turistických letů. Pokračovala v závodních účastech. 16. května 1937 se tovární tým 7 letounů Z-XII zúčastnil Hallerova západočeského okruhu v Plzni pořádaného Oldřichem Hallerem, kde byla Železníková (OK-BTV) ohodnocena jako nejlepší pilotka a uniformovaný tým získal mnoho pozornosti svým sportovním vystupováním. V ročníku Národního letu Republiky československé 1937 (24.-28. září) získala stříbro posádka Anna Železníková-Jan Beneš letící na Z-XII (OK-BTX).
Železníková usilovala o přijetí do výrobního oddělení Baťových závodů Zlínská letecká a.s. a pracovat jako propagační pilotka, dosáhla však pouze pozice v oddělení montáže leteckých motorů, kde vykonávala pomocné práce.

### Po válce
Dále se věnovala sportovnímu létání, před druhou světovou válkou se zúčastnila se rovněž řady propagačních akcí Masarykovy letecké ligy, nadále pracovala v leteckém oddělení, po únoru 1948 fungující pod nástupnickým národním podnikem Svit Gottwaldov. Provdala se jako Štěpánková. Létala v přejmenovaném Aeroklubu Zlín. Roku 1956 odešla do invalidního důchodu a přestala též s létáním. Poté pracovala jako servírka ve zlínském hotelu Moskva, později jako ředitelka mateřské školy v Otrokovicích.

### Úmrtí
Anna Štěpánková-Železníková zemřela 21. října 1983, ve Zlíně, ve věku 68 let. Pohřbena byla na Lesním hřbitově ve Zlíně.